# Thadominbya
Cette page contient des caractères spéciaux ou non latins. S’ils s’affichent mal (▯, ?, etc.), consultez la page d’aide Unicode.
Thadominbya (birman သတိုးမင်းဖျား, θədó mɪ́ɴpʰjá ; 1343–1367) est le fondateur du royaume d'Ava, qui réunifia la Haute-Birmanie en 1364. Son règne d'un peu plus de trois ans est capital dans l'histoire de la Birmanie : il réunit le royaume de Pinya et le royaume de Sagaing, séparés depuis 1315, fonda une nouvelle capitale vouée à un grand avenir, Ava, rétablit l'ordre et s'efforça de mettre fin à la corruption du clergé bouddhiste.
Il mourut à 24 ans de la variole durant une expédition militaire dans le sud, sans laisser d'enfants. Son œuvre fut poursuivie et consolidée par son successeur Swasawke, au cours d'un règne de 33 ans.

## Jeunesse
À sa naissance en 1343, la Birmanie centrale était divisée entre le royaume de Sagaing à l'Ouest de l'Irrawaddy et le royaume de Pinya à l'Est.
Les deux royaumes remontaient au roi Thihathu, cofondateur de l'éphémère royaume de Myinsaing (1297–1310). Thadominbya appartenait à la branche de Sagaing et était apparenté à la famille royale de Pinya. Il était un arrière-petit-fils de Thihathu, réunificateur en 1297 de la Birmanie centrale après l'effondrement du royaume de Pagan, et un petit-fils de Sawyun, fondateur du royaume de Sagaing en 1315. Sa mère Soe Min Kodawgyi était la seule fille de Sawyun, et son père descendait peut-être des anciens rois de Tagaung. Il avait aussi deux sœurs.
Nommé Rahula à sa naissance, il avait surtout du sang shan, et un peu de sang birman. Son père mourut et sa mère épousa en secondes noces un prince shan, Minbyauk Thihapate, qui devint roi de Sagaing en 1352.

## Gouverneur de Tagaung
Dans les années 1350, les royaumes de Sagaing et Pinya étaient constamment victimes de raids shans venus du nord. Ces raids devinrent de plus en plus hardis et fréquents à partir de 1359. Au début des années 1360, Minbyauk nomma son beau-fils gouverneur de Tagaung, à l'extrême-nord du royaume de Sagaing, à la limite des territoires shan. Rahula reçut le titre de Thadominbya, sous lequel il fut connu désormais.
En 1364, les Shans de Mogaung, alliés avec le royaume de Pinya, attaquèrent Sagaing. Les shans prirent Tagaung et Thadominbya s'échappa de justesse. À Sagaing, Minbyauk jeta son beau-fils en prison pour son incapacité à défendre la ville. Mais Minbyauk lui-même dut fuir Sagaing devant les forces de Mogaung fin avril/début mai 1364. Lorsque celles-ci eurent quitté la ville, les habitants se rassemblèrent autour de Thadominbya, qui fit mettre Minbyauk à mort et devint roi de Sagaing à 21 ans.

## Règne

### Réunification de la Birmanie centrale
Après avoir mis Sagaing à sac, les shans de Mogaung se retournèrent contre leur allié Pinya, qui n'avait pas participé comme convenu à l'attaque de Sagaing. Ils traversèrent l'Irrawaddy et pillèrent Pinya en mai 1364, capturèrent son roi Narathu et laissant la Birmanie centrale dans un état de chaos total. Thadominbya profita de ce vide du pouvoir. En août 1364, il vainquit le successeur de Narathu, Uzana II, et réunifia l'essentiel de la région. Il passa le reste de son règne à y consolider son pouvoir. Il attaqua à plusieurs reprises Taungû, vassal formel de Pinya, jusqu'à ce qu'elle reconnaisse son autorité. Lors d'une autre expédition dans le sud, il attrapa la variole, dont il mourut. Dans le nord, la situation n'était pas réglée, les raids shans ayant continué durant son règne.

### Fondation d'Ava

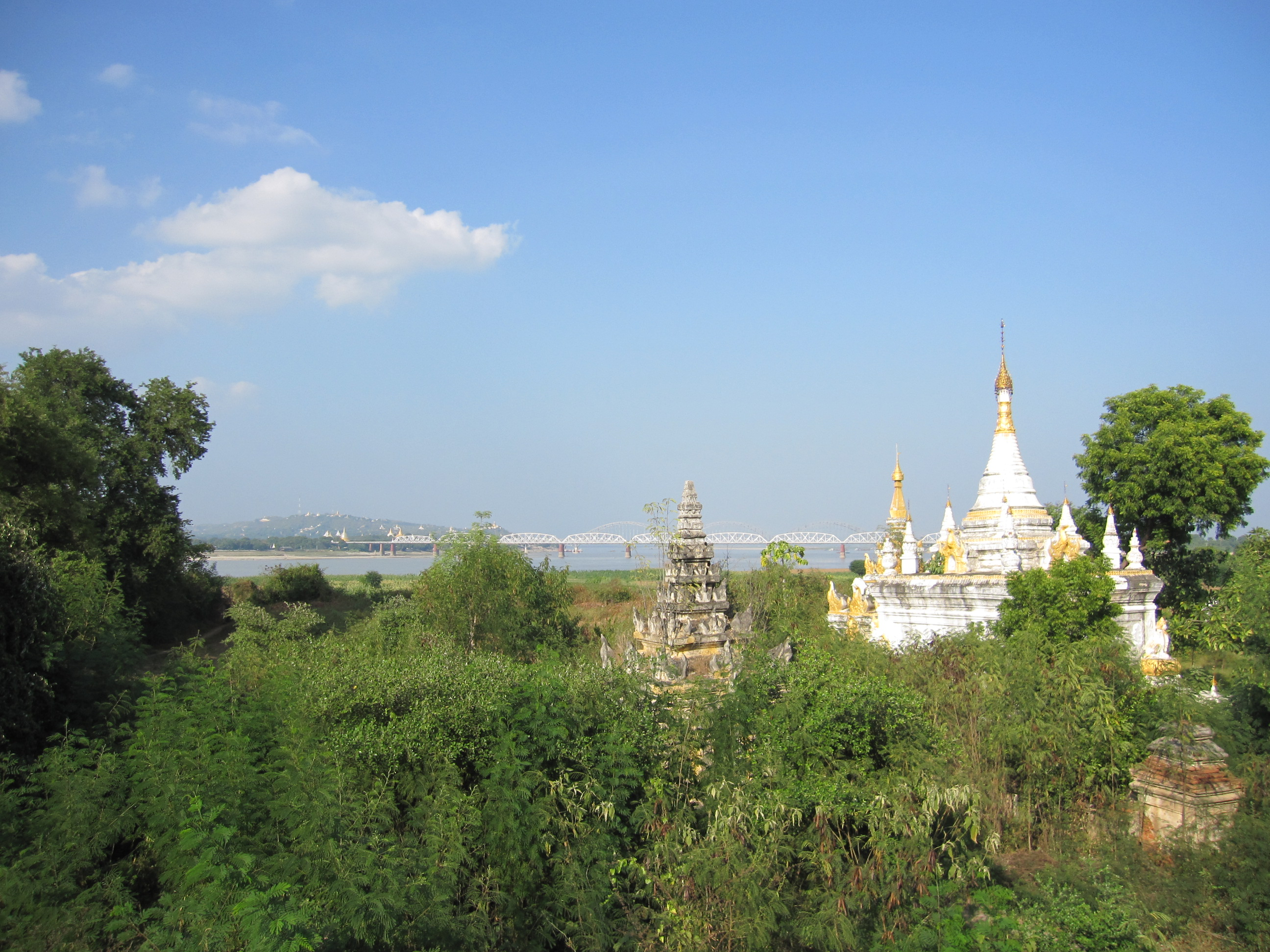
Ruines d'Ava, avec l'Irrawaddy en arrière-plan (2009)

Thadominbya abandonna Sagaing et Pinya pour fonder une nouvelle capitale à Ava, sur le site même où son arrière-grand-père Thihathu avait voulu fonder la sienne en 1312, avant d'être découragé par la reine douairière Shin Saw (Thihathu choisit finalement Pinya.). L'endroit était stratégiquement situé au nord du confluent de la Myitnge et de l'Irrawaddy, et proche de la région de Kyaukse, grenier à blé de la Haute-Birmanie. Les marais furent asséchés, les murailles tracées et des pagodes construites. Le palais, situé au centre, était puissamment défendu. L'emplacement était si bon qu'Ava resta la capitale des royaumes birmans successifs pendant la plupart des cinq siècles suivants. Sa date de fondation exacte est le 26 janvier 1365.

### Réforme du clergé
Au moment de la prise du pouvoir par Thadominbya, une bonne partie du clergé bouddhiste avait sombré dans la corruption, et le nouveau roi voulut y mettre fin. Lorsqu'un moine s'empara de l'or laissé en dépôt par une veuve dans son monastère pendant un raid shan, Thadominbya le dénonça lors d'une audience et lui coupa lui-même la tête, creusa un trou dans le sol avec son épée et y poussa le cadavre. Cette action barbare eut l'effet désiré sur le clergé. Dans le même temps, le roi accordait son patronage aux moines vertueux et encourageait moines et laïcs à s'instruire.

### Légende de Nga Tetpya
Thadominbya était magnanime avec ceux qui s'opposaient à lui. Lorsque le bandit Nga Tetpya, qui dévalisait les riches et distribuait aux pauvres, fut capturé, le roi lui demanda :

« Crapule, ta punition sera la mort, mais puisque tu as beaucoup donné aux pauvres, je t'accorderai une faveur : Que choisis-tu : mourir par l'épée ou piétiné par les éléphants ? »

Le bandit répondit :

« Je choisis ta plus belle reine shan. »

Il s’agissait de Saw Omma, qui descendait des dynasties de Pagan et de Pinya et avait été l'épouse de quatre rois de Pinya depuis Kyawswa I.
Le roi, au lieu de se sentir insulté, lui dit :
« Tu es brave. Je te fais grâce de la vie. Tu es libre. »
Nga Tetpya fut si surpris qu'il entra au service du roi, dont il devint un des meilleurs généraux.

## Mort et succession
Thadominbya mourut sans enfant en 1367 et sa « plus belle reine », Saw Omma, essaya de s'emparer du pouvoir avec un courtisan du nom de Nga Nu. Ils firent tuer tous leurs opposants et essayèrent de régner depuis Sagaing, de l'autre côté de l'Irrawaddy. Les ministres intervinrent et offrirent le trône à Swasawke, un prince qui descendait à la fois de Myinsaing et de Pagan.
Swasawke expulsa les usurpateurs de Sagaing. Nga Nu s'enfuit et Saw Omma fut donnée en mariage à l'officier qui l'avait capturée. Swasawke fit des trois jeunes sœurs de Thadominbya ses épouses.